# Heniochus monoceros
Heniochus monoceros är en fiskart som beskrevs av Cuvier, 1831. Heniochus monoceros ingår i släktet Heniochus och familjen Chaetodontidae. IUCN kategoriserar arten globalt som livskraftig. Inga underarter finns listade i Catalogue of Life.